# Cinara piniradicis
Cinara piniradicis är en insektsart. Cinara piniradicis ingår i släktet Cinara och familjen långrörsbladlöss. Inga underarter finns listade i Catalogue of Life.